# تانسور تنش ویسکوز
بردار  تنش ویسکوز یک بردار  است که در مکانیک محیط‌های پیوسته برای مدل‌سازی بخشی از تنش در یک نقطه درون ماده‌ای استفاده می‌شود که می‌توان آن را به نرخ کرنش، نرخی که ماده در آن نقطه دچار تغییر شکل می‌شود، نسبت داد.
بردار  تنش ویسکوز از نظر رسمی شبیه به بردار  تنش الاستیک (بردار  کوشی) است که نیروهای داخلی در یک ماده الاستیک به دلیل تغییر شکل آن را توصیف می‌کند. هر دو بردار  بردار عمودی یک عنصر سطحی را به چگالی و جهت تنش عمل کننده بر آن عنصر سطحی نگاشت می‌کنند. اما تنش الاستیک به دلیل مقدار تغییر شکل (کرنش) است، در حالی که تنش ویسکوز به دلیل نرخ تغییر تغییر شکل در طول زمان (نرخ کرنش) است. در مواد ویسکوالاستیک، که رفتار آن‌ها میانی بین مایعات و جامدات است، بردار  تنش کلی شامل هر دو جزء ویسکوز و الاستیک («ایستا») است. برای یک ماده کاملاً مایع، جزء الاستیک به فشار هیدرواستاتیک تقلیل می‌یابد.
در یک سیستم مختصات دلخواه، تنش ویسکوز ε و نرخ کرنش E در یک نقطه و زمان خاص می‌توانند توسط ماتریس‌های ۳ × ۳ از اعداد حقیقی نمایش داده شوند. در بسیاری از موقعیت‌ها رابطه‌ای تقریباً خطی بین این ماتریس‌ها وجود دارد؛ یعنی یک بردار  ویسکوزیته مرتبه چهارم μ به طوری که ε=μE. بردار  μ چهار شاخص دارد و شامل ۳ × ۳ × ۳ × ۳ عدد حقیقی است (که فقط ۲۱ تا از آن‌ها مستقل هستند). در یک مایع نیوتنی، به تعریف، رابطه بین ε و E کاملاً خطی است و بردار  ویسکوزیته μ مستقل از حالت حرکت یا تنش در مایع است. اگر مایع همچنین ایزوتروپ باشد، بردار  ویسکوزیته μ فقط سه پارامتر حقیقی مستقل خواهد داشت: یک ضریب ویسکوزیته حجمی، که مقاومت محیط در برابر فشار یکنواخت تدریجی را تعریف می‌کند؛ یک ضریب ویسکوزیته دینامیکی که مقاومت آن در برابر برش تدریجی را بیان می‌کند، و یک ضریب ویسکوزیته چرخشی که ناشی از اتصال بین جریان مایع و چرخش ذرات فردی است.: ۳۰۴  در فقدان چنین اتصالی، بردار  تنش ویسکوز فقط دو پارامتر مستقل خواهد داشت و متقارن خواهد بود. در مایعات غیرنیوتنی، از طرف دیگر، رابطه بین ε و E می‌تواند بسیار غیرخطی باشد و ε حتی ممکن است به ویژگی‌های دیگری از جریان به جز E وابسته باشد.

## تعریف

### تنش ویسکوز در مقابل تنش الاستیک
تنش‌های مکانیکی داخلی در یک محیط پیوسته معمولاً به تغییر شکل ماده از یک حالت «آرام» (بی‌تنش) مرتبط هستند. این تنش‌ها معمولاً شامل یک جزء تنش الاستیک («ایستا») هستند که به مقدار تغییر شکل فعلی مرتبط هستند و عمل بازگرداندن ماده به حالت استراحت را انجام می‌دهند؛ و یک جزء تنش ویسکوز که به نرخ تغییر تغییر شکل با زمان وابسته است و آن تغییر را مخالفت می‌کند.

### بردار  تنش ویسکوز
مدل‌سازی شود، یک رابطه خطی بین بردار جهت عمودی یک صفحه ایده‌آل که از طریق آن نقطه می‌گذرد و چگالی تنش محلی بر روی آن صفحه در آن نقطه.
در هر سیستم مختصات انتخابی با محورهای شماره‌گذاری شده ۱، ۲، ۳، این بردار  تنش ویسکوز می‌تواند به صورت یک ماتریس ۳ × ۳ از اعداد حقیقی نمایش داده شود:
```

  

    

      

        
ε

        
(

        
p

        
,

        
t

        
)

        
=

        

          

            
[

            

              

                

                  

                    
ε

                    

                      
11

                    

                  

                

                

                  

                    
ε

                    

                      
12

                    

                  

                

                

                  

                    
ε

                    

                      
13

                    

                  

                

              

              

                

                  

                    
ε

                    

                      
21

                    

                  

                

                

                  

                    
ε

                    

                      
22

                    

                  

                

                

                  

                    
ε

                    

                      
23

                    

                  

                

              

              

                

                  

                    
ε

                    

                      
31

                    

                  

                

                

                  

                    
ε

                    

                      
32

                    

                  

                

                

                  

                    
ε

                    

                      
33

                    

                  

                

              

            

            
]

          

        

        

      

    

    
{\displaystyle \varepsilon (p,t)={\begin{bmatrix}\varepsilon _{11}&\varepsilon _{12}&\varepsilon _{13}\\\varepsilon _{21}&\varepsilon _{22}&\varepsilon _{23}\\\varepsilon _{31}&\varepsilon _{32}&\varepsilon _{33}\end{bmatrix}}\,}

  

```

توجه کنید که این اعداد معمولاً با نقطه p و زمان t تغییر می‌کنند.
یک عنصر سطحی مسطح ناچیز را در نظر بگیرید که در مرکز نقطه p قرار دارد، توسط یک بردار dA نمایش داده شده که طول آن مساحت عنصر است و جهت آن عمود بر آن است. dF را نیروی ناچیزی در نظر بگیرید که به دلیل تنش ویسکوز بر روی آن عنصر سطحی به ماده در طرف مقابل dA اعمال می‌شود. مؤلفه‌های dF در راستای هر محور مختصات به صورت زیر داده می‌شوند:
```

  

    

      

        
d

        

          
F

          

            
i

          

        

        
=

        

          
∑

          

            
j

          

        

        

          
ε

          

            
i

            
j

          

        

        

        
d

        

          
A

          

            
j

          

        

        

      

    

    
{\displaystyle dF_{i}=\sum _{j}\varepsilon _{ij}\,dA_{j}\,}

  

```

در هر ماده، بردار  تنش کلی σ مجموع این بردار  تنش ویسکوز ε، بردار  تنش الاستیک τ و فشار هیدرواستاتیک p است. در یک ماده کاملاً مایع، که به تعریف نمی‌تواند تنش برشی ایستا داشته باشد، بردار  تنش الاستیک صفر است:
```

  

    

      

        

          
σ

          

            
i

            
j

          

        

        
=

        
−

        
p

        

          
δ

          

            
i

            
j

          

        

        
+

        

          
ε

          

            
i

            
j

          

        

      

    

    
{\displaystyle \sigma _{ij}=-p\delta _{ij}+\varepsilon _{ij}}

  

```

که در آن {\displaystyle \sigma _{ij}} بردار  واحد است، به طوری که {\displaystyle \sigma _{ij}} برابر ۱ است اگر {\displaystyle i=j} و برابر صفر است اگر {\displaystyle i!=j}.
در حالی که تنش‌های ویسکوز توسط پدیده‌های فیزیکی تولید می‌شوند که به شدت به طبیعت محیط بستگی دارند، بردار  تنش ویسکوز ε فقط یک توصیف از نیروهای لحظه‌ای محلی بین بسته‌های مجاور ماده است و خاصیتی از ماده نیست.

### تقارن
اگر گشتاور بر روی یک عنصر به دلیل جریان («گشتاور خارجی») را نادیده بگیریم، گشتاور «داخلی» ویسکوز بر حجم واحد بر روی یک عنصر مایع به صورت (یک بردار  ضدتقارن) نوشته می‌شود:
```

  

    

      

        

          
τ

          

            
i

            
j

          

        

        
=

        

          
ε

          

            
i

            
j

          

        

        
−

        

          
ε

          

            
j

            
i

          

        

      

    

    
{\displaystyle \tau _{ij}=\varepsilon _{ij}-\varepsilon _{ji}}

  

```

و نشان‌دهنده نرخ تغییر چگالی ممنت انگشتی داخلی با زمان است. اگر ذرات درجه‌های آزادی چرخشی داشته باشند، این یک ممنت انگشتی داخلی را نتیجه می‌دهد و اگر این ممنت انگشتی توسط برخوردها قابل تغییر باشد، امکان دارد که این ممنت انگشتی داخلی در طول زمان تغییر کند، منجر به یک گشتاور داخلی غیرصفر شود که باعث می‌شود بردار  تنش ویسکوز یک جزء ضدتقارن با یک ضریب ویسکوزیته چرخشی مربوطه داشته باشد.[۱] اگر ذرات مایع ممنت انگشتی چیزی ناچیز یا اگر ممنت انگشتی آن‌ها به طور قابل توجهی به ممنت انگشتی خارجی متصل نباشد، یا اگر زمان تعادل بین درجه‌های آزادی خارجی و داخلی عملاً صفر باشد، گشتاور صفر خواهد بود و بردار  تنش ویسکوز متقارن خواهد بود. نیروهای خارجی می‌توانند باعث بروز یک جزء نامتقارن به بردار  تنش شوند (مثلاً مایعات فرومغناطیسی که می‌توانند تحت‌تاثیر میدان‌های مغناطیسی خارجی قرار بگیرند).

## علل فیزیکی تنش ویسکوز
در یک ماده جامد، جزء الاستیک تنش می‌تواند به تغییر شکل پیوندهای بین اتم‌ها و مولکول‌های ماده نسبت داده شود و ممکن است شامل تنش‌های برشی باشد. در یک مایع، تنش الاستیک می‌تواند به افزایش یا کاهش فاصله میانگین ذرات نسبت داده شود که باعث تغییر نرخ برخورد یا تعامل آن‌ها می‌شود و بنابراین منجر به انتقال ممنت در سراسر مایع می‌شود؛ بنابراین این تنش به جزء تصادفی حرارتی میکروسکوپی حرکت ذرات مرتبط است و خود را به صورت یک تنش فشاری هیدرواستاتیکی ایزوتروپ نشان می‌دهد.
جزء ویسکوز تنش، از طرف دیگر، از سرعت میانگین ماکروسکوپی ذرات ناشی می‌شود. این جزء می‌تواند به اصطکاک یا پخش ذرات بین بسته‌های مجاور محیط که سرعت میانگین متفاوتی دارند نسبت داده شود.

## معادله ویسکوزیته

### بردار  نرخ کرنش
مقاله اصلی: بردار  نرخ کرنش
در یک جریان صاف، نرخی که تغییر شکل محلی محیط در طول زمان تغییر می‌کند (نرخ کرنش) می‌تواند توسط یک بردار  نرخ کرنش E(p,t) تقریب زده شود که معمولاً تابعی از نقطه p و زمان t است. با توجه به هر سیستم مختصاتی، می‌توان آن را توسط یک ماتریس ۳ × ۳ بیان کرد.
بردار  نرخ کرنش E(p,t) می‌تواند به عنوان مشتق بردار  کرنش e(p,t) نسبت به زمان، یا به طور معادل، به عنوان بخش متقارن گرادیان (مشتق نسبت به فضا) بردار سرعت جریان v(p,t) تعریف شود:
```

  

    

      

        
E

        
=

        

          

            

              
∂

              
e

            

            

              
∂

              
t

            

          

        

        
=

        

          

            
1

            
2

          

        

        

          
(

          

            
(

            
∇

            
v

            
)

            
+

            
(

            
∇

            
v

            

              
)

              

                

                  
T

                

              

            

          

          
)

        

        

      

    

    
{\displaystyle E={\frac {\partial e}{\partial t}}={\frac {1}{2}}\left((\nabla v)+(\nabla v)^{\textsf {T}}\right)\,}

  

```

که در آن ∇v نشان‌دهنده گرادیان سرعت است. در مختصات دکارتی، ∇v ماتریس یاکوبی است،
```

  

    

      

        
(

        
∇

        
v

        

          
)

          

            
i

            
j

          

        

        
=

        

          

            

              
∂

              

                
v

                

                  
i

                

              

            

            

              
∂

              

                
x

                

                  
j

                

              

            

          

        

      

    

    
{\displaystyle (\nabla v)_{ij}={\frac {\partial v_{i}}{\partial x_{j}}}}

  

```

و بنابراین
```

  

    

      

        

          
E

          

            
i

            
j

          

        

        
=

        

          

            

              
∂

              

                
e

                

                  
i

                  
j

                

              

            

            

              
∂

              
t

            

          

        

        
=

        

          

            
1

            
2

          

        

        

          
(

          

            

              

                

                  
∂

                  

                    
v

                    

                      
j

                    

                  

                

                

                  
∂

                  

                    
x

                    

                      
i

                    

                  

                

              

            

            
+

            

              

                

                  
∂

                  

                    
v

                    

                      
i

                    

                  

                

                

                  
∂

                  

                    
x

                    

                      
j

                    

                  

                

              

            

          

          
)

        

      

    

    
{\displaystyle E_{ij}={\frac {\partial e_{ij}}{\partial t}}={\frac {1}{2}}\left({\frac {\partial v_{j}}{\partial x_{i}}}+{\frac {\partial v_{i}}{\partial x_{j}}}\right)}

  

```

هر طور که باشد، بردار  نرخ کرنش E(p,t) نرخی را که سرعت میانگین در محیط با حرکت از نقطه p تغییر می‌کند بیان می‌کند - به جز تغییراتی که به دلیل چرخش محیط درباره p به عنوان یک بدنه سخت ایجاد می‌شوند، که تغییر فاصله نسبی ذرات را تغییر نمی‌دهند و فقط به بخش چرخشی تنش ویسکوز از طریق چرخش ذرات فردی کمک می‌کنند. (این تغییرات شامل گردابی بودن جریان هستند که برابر با گردش (چرخشی) ∇×v سرعت است؛ که همچنین بخش ضدتقارن گرادیان سرعت ∇v است.)

### جریان‌های عمومی
این بخش جریان‌های عمومی را توضیح می‌دهد که در آن بردار  تنش ویسکوز فقط یک تقریب خطی از تنش‌ها در اطراف یک نقطه p است و اصطلاحات مرتبه بالاتر سری تیلور را در نظر نمی‌گیرد. اما در تقریباً تمام موقعیت‌های عملی این اصطلاحات می‌توانند نادیده گرفته شوند، زیرا در مقیاس‌های اندازه‌ای که تنش ویسکوز تولید می‌شود و بر حرکت محیط تأثیر می‌گذارد، ناچیز می‌شوند. همین چیز می‌تواند درباره بردار  نرخ کرنش E به عنوان نمایش الگوی سرعت در اطراف p گفته شود.
بنابراین، مدل‌های خطی که توسط بردار های E و ε نمایش داده شده‌اند، تقریباً همیشه کافی هستند تا تنش ویسکوز و نرخ کرنش در اطراف یک نقطه را برای هدف مدل‌سازی دینامیک آن توصیف کنند. به طور خاص، نرخ کرنش محلی E(p,t) تنها خاصیت جریان سرعت است که به طور مستقیم بر تنش ویسکوز ε(p,t) در یک نقطه داده شده تأثیر می‌گذارد.
از طرف دیگر، رابطه بین E و ε می‌تواند بسیار پیچیده باشد و به شدت به ترکیب، حالت فیزیکی و ساختار میکروسکوپی ماده بستگی دارد. همچنین اغلب بسیار غیرخطی است و ممکن است به کرنش‌ها و تنش‌هایی که قبلاً توسط ماده‌ای که اکنون در اطراف نقطه مورد نظر است تجربه شده است، وابسته باشد.

### رسانه‌های نیوتنی عمومی
یک رسانه را نیوتنی می‌گویند اگر تنش ویسکوز ε(p,t) یک تابع خطی از نرخ کرنش E(p,t) باشد و این تابع به طور دیگر به تنش‌ها و حرکت مایع در اطراف نقطه p وابسته نباشد. هیچ مایع واقعی کاملاً نیوتنی نیست، اما بسیاری از مایعات مهم، از جمله گازها و آب، می‌توانند به عنوان نیوتنی در نظر گرفته شوند، تا زمانی که تنش‌ها و نرخ‌های کرنش جریان خیلی بالا نباشند.
به طور کلی، یک رابطه خطی بین دو بردار  مرتبه دوم یک بردار  مرتبه چهارم است. در یک رسانه نیوتنی، به طور خاص، تنش ویسکوز و نرخ کرنش توسط بردار  ویسکوزیته μ مرتبط هستند:
```

  

    

      

        

          
ε

          

            
i

            
j

          

        

        
=

        

          
∑

          

            
k

            
l

          

        

        
2

        

          

            
μ

          

          

            
i

            
j

            
k

            
l

          

        

        

          
E

          

            
k

            
l

          

        

      

    

    
{\displaystyle \varepsilon _{ij}=\sum _{kl}2{\boldsymbol {\mu }}_{ijkl}E_{kl}}

  

```

ضریب ویسکوزیته μ یک خاصیت یک ماده نیوتنی است که به تعریف به طور دیگر به v یا σ وابسته نیست.
بردار  نرخ کرنش E(p,t) به تعریف متقارن است، بنابراین فقط شش عنصر خطی مستقل دارد. بنابراین، بردار  ویسکوزیته μ فقط ۶ × ۹ = ۵۴ درجه آزادی دارد به جای ۸۱. در بیشتر مایعات بردار  تنش ویسکوز هم متقارن است، که باعث کاهش تعداد پارامترهای ویسکوزیته به ۶ × ۶ = ۳۶ می‌شود.

## تنش ویسکوز برشی و حجمی
در فقدان اثرات چرخشی، بردار  تنش ویسکوز متقارن خواهد بود. مانند هر بردار  متقارنی، بردار  تنش ویسکوز ε می‌تواند به عنوان مجموع یک بردار  متقارن بدون اثر εs و یک برابری مضربی از بردار  همانی εv بیان شود. به صورت مختصاتی،
```

  

    

      

        

          

            
ε

            

              
i

              
j

            

          

          
=

          

            
ε

            

              
i

              
j

            

            

              
v

            

          

          
+

          

            
ε

            

              
i

              
j

            

            

              
s

            

          

        

        
,

        

          
ε

          

            
i

            
j

          

          

            
v

          

        

        
=

        

          

            
1

            
3

          

        

        

          
δ

          

            
i

            
j

          

        

        

          
∑

          

            
k

          

        

        

          
ε

          

            
k

            
k

          

        

        
,

        

          
ε

          

            
i

            
j

          

          

            
s

          

        

        
=

        

          
ε

          

            
i

            
j

          

        

        
−

        

          

            
1

            
3

          

        

        

          
δ

          

            
i

            
j

          

        

        

          
∑

          

            
k

          

        

        

          
ε

          

            
k

            
k

          

        

      

    

    
{\displaystyle {\varepsilon _{ij}=\varepsilon _{ij}^{\text{v}}+\varepsilon _{ij}^{\text{s}}},\varepsilon _{ij}^{\text{v}}={\frac {1}{3}}\delta _{ij}\sum _{k}\varepsilon _{kk},\varepsilon _{ij}^{\text{s}}=\varepsilon _{ij}-{\frac {1}{3}}\delta _{ij}\sum _{k}\varepsilon _{kk}}

  

```

این تجزیه مستقل از سیستم مختصات است و بنابراین از نظر فیزیکی معنادار است. بخش ثابت εv از بردار  تنش ویسکوز خود را به صورت یک نوع فشار، یا تنش حجمی، نشان می‌دهد که به طور مساوی و عمودی بر هر سطحی عمل می‌کند که مستقل از جهت آن است. بر خلاف فشار هیدرواستاتیکی معمولی، این فشار ممکن است فقط در حالی که کرنش در حال تغییر است ظاهر شود، عمل مخالفت با تغییر را انجام دهد؛ و ممکن است منفی باشد.

### حالت نیوتنی ایزوتروپ
در یک رسانه نیوتنی که ایزوتروپ است (یعنی خواص آن در همه جهات یکسان است)، هر بخش از بردار  تنش به بخش متناظر از بردار  نرخ کرنش مرتبط است.
```

  

    

      

        

          
ε

          

            
v

          

        

        
(

        
p

        
,

        
t

        
)

        
=

        
2

        

          
μ

          

            
v

          

        

        

          
E

          

            
v

          

        

        
(

        
p

        
,

        
t

        
)

        
,

        

          
ε

          

            
s

          

        

        
(

        
p

        
,

        
t

        
)

        
=

        
2

        

          
μ

          

            
s

          

        

        

          
E

          

            
s

          

        

        
(

        
p

        
,

        
t

        
)

      

    

    
{\displaystyle \varepsilon ^{\text{v}}(p,t)=2\mu ^{\text{v}}E^{\text{v}}(p,t),\varepsilon ^{\text{s}}(p,t)=2\mu ^{\text{s}}E^{\text{s}}(p,t)}

  

```

که در آن Ev و Es بخش‌های ایزوتروپ و بدون اثر از بردار  نرخ کرنش E هستند و μv و μs دو عدد حقیقی هستند. بنابراین، در این حالت بردار  ویسکوزیته μ فقط دو پارامتر مستقل دارد.
بخش بدون اثر Es از E یک بردار  متقارن ۳ × ۳ است که نرخی را که محیط توسط برش تغییر شکل می‌دهد توصیف می‌کند، با نادیده گرفتن هر تغییری در حجم آن. بنابراین بخش بدون اثر εs از ε تنش ویسکوز برشی آشنا است که به تغییر شکل برشی پیشرو مرتبط است. این تنش ویسکوزی است که در مایعی که از طریق یک لوله با مقطع مساوی (جریان پوآزیوی) یا بین دو صفحه موازی متحرک (جریان کوئت) حرکت می‌کند رخ می‌دهد و با این حرکات مقاومت می‌کند.
بخش Ev از E به عنوان یک ضریب ضربی اسکالر (مانند εv)، نرخ انبساط میانگین محیط در اطراف نقطه مورد نظر عمل می‌کند. (این بخش در هر سیستم مختصاتی توسط یک ماتریس قطری ۳ × ۳ با مقادیر برابر در امتداد قطر نمایش داده می‌شود.) این بخش عدداً برابر با ۱/۳ از گرادیان سرعت است
```

  

    

      

        
∇

        
⋅

        
v

        
=

        

          
∑

          

            
k

          

        

        

          

            

              
∂

              

                
v

                

                  
k

                

              

            

            

              
∂

              

                
x

                

                  
k

                

              

            

          

        

      

    

    
{\displaystyle \nabla \cdot v=\sum _{k}{\frac {\partial v_{k}}{\partial x_{k}}}}

  

```

که به نوبه خود نرخ تغییر نسبی حجم مایع به دلیل جریان است.
بنابراین، بخش اسکالر εv از ε یک تنش است که ممکن است زمانی مشاهده شود که ماده با یک نرخ یکسان در همه جهات فشرده یا گسترده می‌شود. این بخش به صورت یک فشار اضافی نمایان می‌شود که فقط زمانی که ماده در حال فشرده شدن است ظاهر می‌شود، اما (بر خلاف فشار هیدرواستاتیکی واقعی) متناسب با نرخ تغییر فشرده‌سازی نه مقدار فشرده‌سازی است و به محض اینکه حجم تغییر نکند محو می‌شود.
این بخش از تنش ویسکوز، معمولاً ویسکوزیته حجمی یا ویسکوزیته بالک نامیده می‌شود، اغلب در مواد ویسکوالاستیک مهم است و مسئول کاهش امواج فشار در محیط است. ویسکوزیته بالک می‌تواند نادیده گرفته شود وقتی ماده می‌تواند به عنوان فشرده‌ناپذیر در نظر گرفته شود (به عنوان مثال، هنگام مدل‌سازی جریان آب در یک کانال).
ضریب μv، که اغلب با η نشان داده می‌شود، ضریب ویسکوزیته بالک (یا «ویسکوزیته دوم») نامیده می‌شود؛ در حالی که μs ضریب ویسکوزیته معمول (برشی) است.